# Silene subcretacea
Silene subcretacea là loài thực vật có hoa thuộc họ Cẩm chướng. Loài này được F.N. Williams miêu tả khoa học đầu tiên năm 1909.